# Goran Bregović

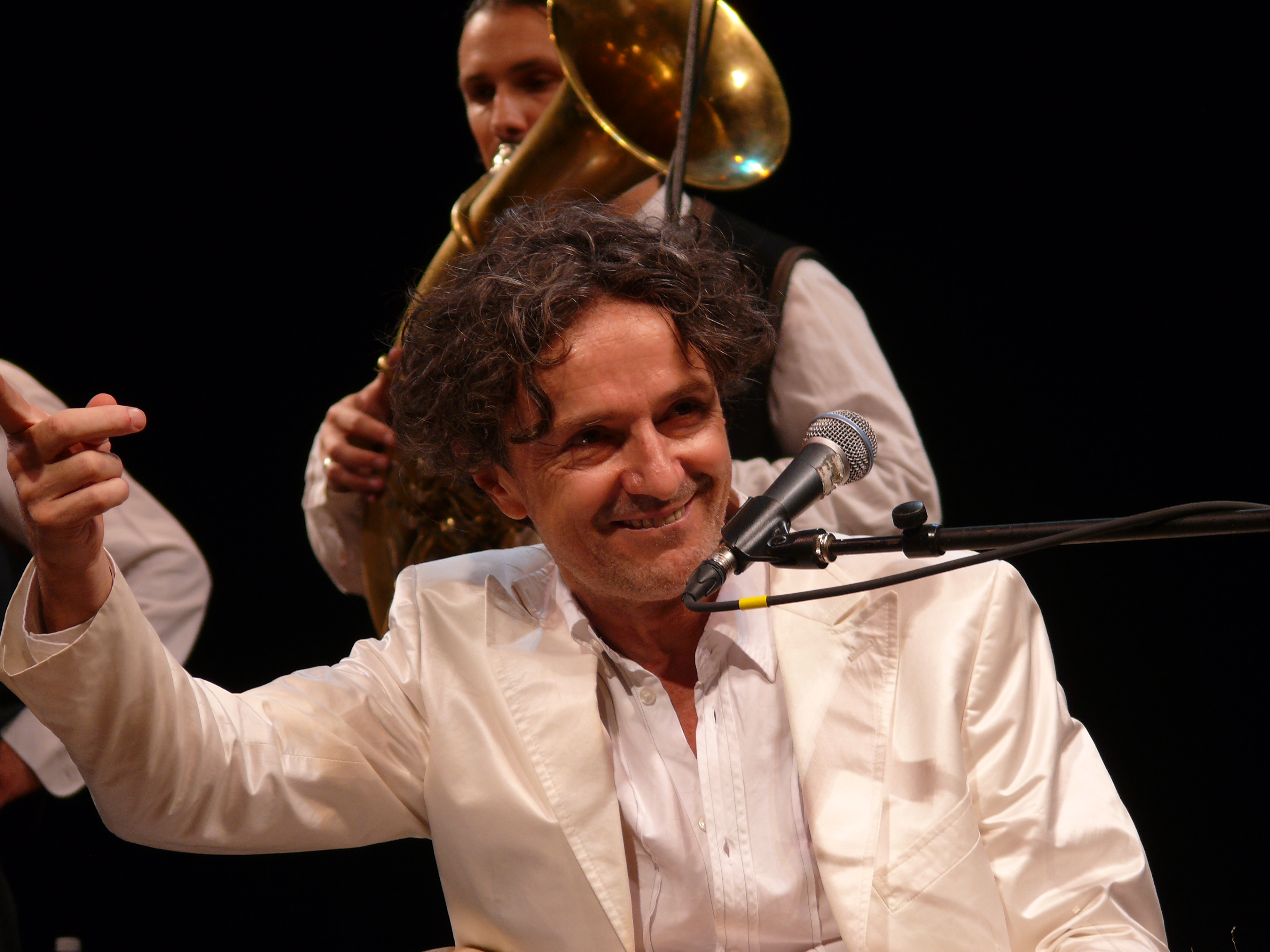
2008-ban New Yorkban

Goran Bregović (cirill betű szerb írással: Горан Бреговић), becenevén Brega (Szarajevó, 1950. március 22. –) szerbhorvát zeneszerző, gitáros, a Bijelo dugme együttes tagja volt 1974-től 1989-ig.

## Élete
Szarajevóban született, horvát apa (Franjo Bregović) és szerb anya gyermekeként. Miután szülei elváltak, édesanyjával élt Szarajevóban. Zenélni még gyermekkorában kezdett, hegedülni tanult egy zeneiskolában, ám tehetségtelennek nyilvánították és a második évben elbocsátották. Tizenévesként kapta meg első gitárját édesanyjától. Gimnazista korában Bregović az Izohipse együttesben  éves gitárost meghívta a Kodeksi együttesbe. 1971 őszén Bregović megkezdte egyetemi tanulmányait, amit hamarosan félbe is szakított. Zoran Redžić-csel, a Kodeksi egy másik tagjával 1971-ben beléptek a Jutro együttesbe, mely a nevét 1974-ben Bijelo dugméra változtatta. Eme nagy sikerű együttes széthullása után Goran filmzenéket kezdett komponálni, egyik első munkája Emir Kusturica Cigányok ideje című 1989-es filmjéhez írt zenéje volt. Szerzett még zenét Iggy Pop és Cesária Évora számára is. 1993-ban Párizsban feleségül vette barátnőjét, Dženana Sudžukát, Emir Kusturica filmrendező volt az esküvői tanúja. 1997-ben együtt dolgozott Sezen Aksu török énekesnővel Düğün ve Cenaze című lemezén. Közös albumot készített 1999-ben George Dalaras-szal, Thessaloniki - Yannena with Two Canvas Shoes címen és ugyanebben az évben Kayah lengyel énekessel közösen felvették a Kayah i Bregović című lemezt. 2001-ben Krzysztof Krawczykkal is dolgozott a Daj mi drugie życie című albumon. 2005-ben a Bijelo dugméval több búcsúkoncertet adott. 2010-ben a szerb közszolgálati televízió felkérte, hogy megírja a szerb versenydalt az oslói Eurovíziós Dalfesztiválra.

## Szólólemezei és filmzenéi
- Goran Bregović (1976, PGP RTB)

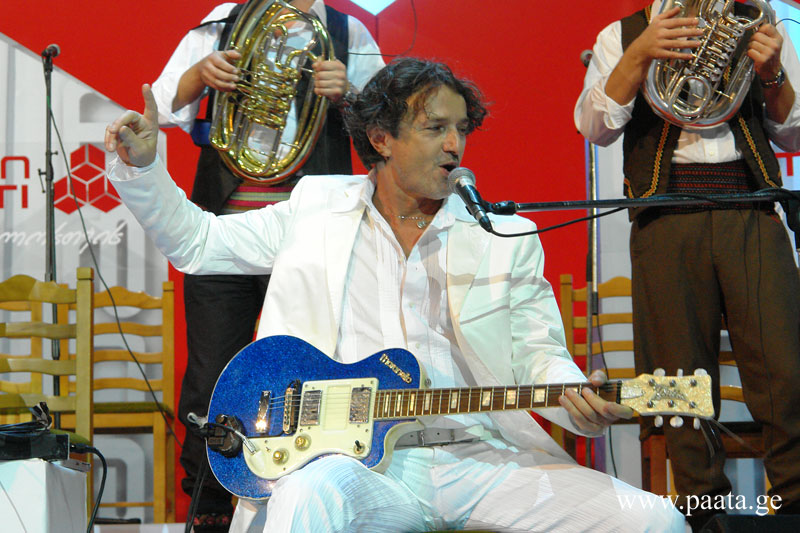
Goran Bregović tbiliszi koncertjén, Grúziában, 2007. október 3-án

- A milicija trenira strogoću (1983, Jugoton)
- Dom za vjesanje (1989, Kamarad - Diskoton)
- Kuduz (1989, Diskoton)
- Les Temps des Gitans - Kuduz (1990, Kamarad - PolyGram - Komuna)
- Arizona Dream (1993, Kamarad - PolyGram - Komuna)
- Margó királyné (La reine Margot) - filmzene (1994, Kamarad - PolyGram - Komuna)
- Underground - Soundtrack (1995, Kamarad - PolyGram - Komuna)
- P.S. (válogatás, 1996, Komuna)
- Silence of the Balkans (koncertfelvétel, 1997, Mercury Records)
- Düğün ve Cenaze Sezen Aksuval (1997)
- Protopsálti (Πρωτοψάλτη)- Paradéchtika (Παραδέχτηκα) (1998)
- Ederlezi (válogatás, 1998, PolyGram
- Crna mačka, beli mačor (Macska-jaj, 1998)
- Thessaloniki - Yannena with Two Canvas Shoes George Dalaras-szal (1999)
- Songbook (válogatás, 2000, Mercury Records - Universal)
- Kayah i Bregović (2000)
- Tales and songs from weddings and funerals (2002)
- Goran Bregovic's Karmen with a Happy End (2007 - Universal)
- Alkohol (2008 novemberében jelent meg)